# Cladosporium chlamydeum
Cladosporium chlamydeum är en svampart som beskrevs av Cif. & Redaelli 1957. Cladosporium chlamydeum ingår i släktet Cladosporium och familjen Davidiellaceae.   Inga underarter finns listade i Catalogue of Life.